# Aldeia de Santa Margarida
Aldeia de Santa Margarida ist eine Gemeinde (Freguesia) im portugiesischen Kreis Idanha-a-Nova. In ihr leben 201 Einwohner (Stand 19. April 2021).